# Le Moment philosophique des années 1960 en France

Le Moment philosophique des années 1960 en France est un essai collectif publié aux Presses universitaires de France en 2011. Dirigé par Patrice Maniglier et préfacé par Frédéric Worms, il est issu de quatre journées de rencontres sur la dimension de la pensée philosophique française organisées en 2008 par le Centre international d'étude de la philosophie française contemporaine.

## Introduction
Cet essai sur les grands philosophes français contemporains, dirigé par Patrice Maniglier, est signé entre autres par Jean-Claude Milner, Pierre Macherey ou Étienne Balibar. Il représente une tentative de traduire la réflexion en actes à partir de philosophes qui ont des parcours et des conceptions différentes, traduisent et interprètent les signes de leur époque pour en extraire des problèmes philosophiques qui sont toujours prégnants, peut-être plus encore dans les ornières qui ponctuent le chemin de ce début de XXIe siècle. 
Ces questions qui rebondissent au fil du temps, dont la reprise est nécessaire parce qu'ils interrogent, « font trembler notre présent » dirait Gilles Deleuze.   